# كينيث سبينس
كينيث سبينس (بالإنجليزية: Kenneth Spence)‏ هو عالم نفس أمريكي، ولد في 6 مايو 1907 في شيكاغو في الولايات المتحدة، وتوفي في 12 يناير 1967.

## وصلات خارجية
- كينيث سبينس على موقع الموسوعة البريطانية (الإنجليزية)